# Gschmäckle
Gschmäckle, auch G’schmäckle geschrieben, ist die schwäbische Verniedlichungsform von Geschmack, sinngleich mit dem hochdeutschen Wort, jedoch in der besonderen Bedeutung eines fremdartigen, verdächtigen, nicht hergehörenden Geschmacks oder Geruchs. Der Begriff wird insbesondere für einen Beigeschmack von Speisen und Getränken oder einen verdorbenen Geruch verwendet und im übertragenen Sinn für Sonderbarkeit, spezifische, anderen auffallende und widerwärtige oder lächerliche Art eines Individuums oder Standes benutzt.
In diesem Sinne werden darunter auch Vorgänge aller Art, die mit Korruption, Filz, Ämterpatronage oder Ähnlichem in Zusammenhang gebracht werden, bezeichnet. Diese Dinge haben ein Gschmäckle, sie sind auf Hochdeutsch einfach „anrüchig“. Nicht selten betreffen diese als dubios empfundenen Vorgänge Frühphasen von Bestechungstatbeständen und werden daher u. a. im Rahmen der Verwaltungsethik thematisiert.
Überregional wird der Begriff gerne für derartige Machenschaften verwendet, wenn diese im südwestdeutschen Raum oder in der baden-württembergischen Landeshauptstadt Stuttgart stattfinden, ähnlich wie Kölner Klüngel für Vorgänge im Bereich von Köln. Er wird aber auch allgemein für Vetternwirtschaft und ähnliche Verhaltensmuster, die moralisch bedenklich und fragwürdig scheinen, allerdings (noch) keine Straftat darstellen, verwendet. Einen Vorgang beispielsweise im Rahmen von Journalismus mit Gschmäckle zu titulieren – oft noch sicherheitshalber in Anführungszeichen gesetzt („Gschmäckle“) – enthebt den Berichterstatter oder Kommentator auch davon, seine Vorwürfe im Sinne einer Anklage zu konkretisieren, es geht ja „nur“ um ein Gschmäckle, nicht um einen tatsächlichen Straftatbestand. Von dieser Möglichkeit machte etwa der Korrespondent des Focus im Dezember 2005 Gebrauch, als es um die Gerüchte um die Gazprom-Pläne Gerhard Schröders ging. Auch der Spiegel bediente sich des Wortes schon in mindestens einem Titel, ebenso das Hamburger Abendblatt, die Stuttgarter Zeitung und die ARD. Diese „freie“ Verwendungsmöglichkeit des ursprünglich regionalen Mundartausdruckes dürfte viel zu seiner überregionalen Verbreitung in der Presse und im politischen Diskurs beigetragen haben.
Eine ähnliche Doppelbedeutung hat das französische Hautgout.

## Herkunft
Schwäbisch schmecke bedeutet auf Hochdeutsch auch riechen, Gschmack bedeutet auch Geruch. Das Ludwigsburger Gschmäckle bezeichnete im 19. Jahrhundert die Ausdünstungen der von J. H. Franck gegründeten Zichorienfabrik, später Unifranck, heute Nestlé. Dort wurde Kaffeeersatz produziert.